# 飞狐外传
《飞狐外传》，金庸第六部武侠小说，《雪山飞狐》「姊妹篇」。写于1960至61年间，最早於小说杂志《武侠与历史》连载。另外，《飞狐外传》是《书剑恩仇录》的续编和《雪山飞狐》的外传，主要敘述胡斐少年的事情。历史背景是清乾隆年间。

## 故事大綱
一日平阿四帶著少年胡斐在商家堡避雨，遇到飞马镖局總鏢頭「百胜神拳」马行空、其徒弟徐铮和女儿马春花，镖局在堡里遭劫镖。苗人凤抱着仍在襁褓中的女儿苗若蘭来寻妻，原来避雨的人中有其离家的妻子南兰和奸夫田归农。马行空暂留商家堡养伤，胡斐和平阿四留下打杂安身。商家堡少主商寶震暗恋年轻貌美的马春花，但碰巧马行空无意间听见堡主夫人商老太提及，留下眾人是要为死去的堡主商剑鸣报仇。原來當年商劍鳴挑戰苗人鳳不遂，殺害苗人鳳兄嫂，而後來胡一刀得知此事，替苗人鳳殺死商劍鳴報仇。自此商劍鳴遺孀商老太視苗人鳳、胡一刀為仇人。
商老太为了報仇，欲讓商寶震娶馬春花，藉此折磨她，馬行空偷聽得知後，急忙為马春花和其师兄徐铮定了亲。胡斐暴露身份，商老太決意置胡斐于死地，捉到胡斐后将其吊起毒打。马春花向商寶震求情，商寶震放下胡斐后与其继续打斗，正好福康安和手下经过商家堡看到打斗。福康安看上马春花，在堡裡留宿，设计花园巧遇马春花。结果马春花与福康安珠胎暗结，连其父在铁铸石砌的大厅内被商老太烧死也不知。胡斐在打斗过程中遇到红花会三當家「千手如来」赵半山为其指点武功，兩人逃出商家堡后结拜为兄弟。福康安害怕红花会，留下马春花自己逃回京城。
數年後，胡斐一人闯荡江湖，将胡家刀法渐渐学成。在四處遊歷探險途中，他在佛山遇到了惡棍鳳天南。胡斐欲殺死鳳天南为民除害，伸张正义。同時，他亦遇到一個武功变幻莫测，四处抢夺掌门人位置的少女袁紫衣。二人途中渐生情愫，但是在胡斐每次幾乎可以殺死鳳天南時，袁紫衣皆出手制止，胡斐不解，开始怀疑其是否真心还是设计。在袁紫衣第三次救出鳳天南后，道出了真相，原來袁紫衣是鳳天南強姦其母後所生之女，鳳天南是其亲生父亲，她答应自己的师父，救鳳天南三次，三次之后可报母仇。
胡斐怀疑父親是武林名俠苗人鳳所殺，但是每次问平阿四，平阿四都说等他长大了再告诉他。苗人鳳中了田归农的奸计，雙目因劇毒而失明。胡斐被苗人鳳的英雄氣概深深折服，決定幫助苗人鳳，並爲他的雙眼尋找解藥。他遇到了已故「毒手藥王」的小徒弟程靈素，並目睹她運用冷靜與智慧，打敗其邪惡師叔石萬嗔、師兄慕容景岳及師姐薛鵲。程靈素被胡斐的善良体贴以及高超的武艺打动，答應他去幫苗人鳳治療雙眼。
苗人鳳在养伤的时候和胡斐喝酒畅聊，提到自己確實在十多年前無意中殺死了胡一刀。胡斐明瞭真相後，悲痛萬分，與程靈素離去。胡斐心中更挂念袁紫衣，决定和程靈素結拜成兄妹，一同遊歷。途中遇到马春花的镖队，原来马春花后来还是嫁给了徐铮，并有了双胞胎男孩。福康安遣高手来探望马春花，一众高手觉得“鲜花插在牛粪上”，在途中戏弄殴打徐铮。胡斐为报马春花当年为其求情的恩泽，决定跟着镖队保护。胡鬥走了一波高手，岂料更多高手出现夺走孩子，马春花披头散发追寻。马春花并不担心徐铮，但是为救孩子，她告诉福康安手下，他们是福康安之子。福康安得到消息，因中年无子，甚是高兴，遂接马春花来京享福。徐铮被已经投靠了福康安势力的商寶震杀死。马春花假意走近商寶震与其说话，一剑刺死商寶震，为夫报仇。马春花埋了徐铮，因心里念着福康安，便跟着其手下去了京城。
胡斐和程靈素提前赶到福康安舉辦的天下掌門人大會。马春花晚上偷偷邀请胡斐去了福康安府邸，想让其做双胞胎的师傅，福康安正好撞见，让手下设计对胡斐下毒手。胡斐无意间听到福康安和他母亲（乾隆的情妇，福康安是乾隆的私生子）的对话，福老太看不上马春花，要杀母夺子。胡斐赶到时，马春花已中毒太深。胡斐冒险救下马春花，抬回住处让程靈素救治。马春花性命垂危仍哭喊着要儿子，胡斐担心她若看不见孩子，便会毒药攻心而死，为了之前的恩情，不顾程靈素的阻拦，再次进了福康安府邸，巧计夺回马春花的孩子。
胡斐和程靈素喬妝參加天下掌門人大會。福康安用乾隆御赐的八个玉杯、八个金杯和八个银杯做诱惑，让到场的武林人士比武分高下，欲将江湖武林各派分成三六九等，这其实是福康安企圖引起武林動盪，互相殘殺，並藉機讓朝廷控制武林之奸計。胡斐見马春花的两个孩子也在场，猜测福康安乘自己不在，已派手下将孩子抢了回去。在打斗中，一妙龄尼姑穿着缁衣芒鞋，手执云帚出现，竟是袁紫衣，法号「圆性」，原來她早已出家，但一直穿着俗衣行走江湖以作掩飾。鳳天南也来比武，结果被奸人以银针射死。在红花会的幫助下，胡斐、程靈素和圆性揭露了福康安的陰謀，擾亂了大會，并趁乱逃了出来。
胡斐和程靈素途中再遇红花会群雄，并初次見到总舵主陈家洛。胡斐因陈家洛與福康安过于相像，把他错认成福康安并大骂為奸人，知悉真相后跪拜赔礼道歉，陈家洛亦欣赏胡斐为人，不以为意。红花会的常氏孿生兄弟夺回马春花孩子，胡斐请求陈家洛假扮福康安，和两子一起在床前安慰彌留的马春花。马春花臨終见到「福康安」和儿子，含笑而死。
胡斐和程靈素准备抬着马春花火化，卻发现石萬嗔、慕容景岳和薜鵲乘他们不在时潛入屋里，在马春花尸身和衣服上涂了剧毒。胡斐爲保護程靈素，身中劇毒无药可解。程靈素用嘴吸出胡斐的毒血，捨命救回胡斐，並在彌留之際向他示愛，又設計將石萬嗔等三人毒死或毒盲。胡斐為程靈素的慘死悲痛萬分，欲将程灵素的骨灰埋在父母坟旁成为一家人，结果遇到苗人凤妻子南兰。田归农来寻南兰，胡斐躲到墓碑后。南兰离开后，圆性忽然到來，对着墓碑吐露心声，胡斐听见，从墓碑后走出。其時圆性受了重伤，还是赶来警告他提防田归农埋伏。果然田归农和福康安手下現身围住二人，胡斐空手入白刃，但寡不敵眾被擒。在危急时刻，南兰再次現身，求田归农让她在胡斐临死前跟他说几句话，并允许胡斐先将程灵素的骨灰埋葬。南兰暗中告诉胡斐，墓碑后埋着宝刀。当年正因这冷月宝刀，苗人凤才救下南兰，并与其结成夫妻，最后亦因此刀而分離。
胡斐假意掩埋程灵素骨灰，乘機掘出宝刀，以胡家刀法反擊並重創田歸農等人。眾人不敵而逃，又因不知胡斐手中宝刀来历，胡斐的「飛狐」外號從此不逕而走。胡斐心中感慨，将宝刀與程灵素的骨灰埋入土坑。
圆性双手合十，轻念：“一切恩爱会，无常难得久。生世多畏惧，命危于晨露。由爱故生忧，由爱故生怖。若离于爱者，无忧亦无怖。”念毕，悄然上马，缓步西去。

## 出場角色

### 主要人物
- 胡斐：小说男主角，胡一刀之子，先後大戰大內十八高手及於胡一刀墓前大戰田歸農及其邀來的二十多名好手，贏得「雪山飛狐」之外號。主要武功為家傳的「胡家刀法」。
- 袁紫衣：小說女主角，鳳天南之女，法號圓性。
- 程灵素：小說女主角，毒手药王之徒，後因幫胡斐解毒而死。
- 苗人凤：外號「金面佛」、「打遍天下无敌手」，闖王四大護衛苗姓護衛後代。
- 田歸農：闖王四大護衛田姓護衛後裔，為爭奪闖王寶藏暗算苗人鳳。

### 紅花會
- 趙半山：外號「千臂如來」，紅花會三當家，曾在《書劍恩仇錄》出現，胡斐武學啟蒙恩師，與胡斐結拜為兄弟。
- 文四嬸：奔雷手文泰來文四叔的娘子，姓駱名冰，人稱「鴛鴦刀」，《書劍恩仇錄》中記述為紅花會十一當家。
- 陳家洛：《書劍恩仇錄》男主角，紅花會總舵主，因相貌與福康安幾乎一樣，胡斐初遇時一度誤認他為福康安並出手攻擊，後來消除誤會。

### 清廷
- 福康安：乾隆帝私生子，神似陳家洛，曾在《書劍恩仇錄》出現，策劃天下掌門人大會造成武林相殘，書中說明他的職位為平金川大帥，做過正白旗滿洲都統，盛京將軍，云貴總督，四川總督，現任太子太保，兵部尚書，總管內務府大臣，與馬春花生下兩子。
- 何思豪：為京師大內十八高手御前侍衛之一。曾經和徐峥比武，並曾擁立袁紫衣為少林韋陀門的掌門人。
- 陳禹：福康安五大高手之一，廣平太極門掌門人孫剛峯、呂希賢的師侄，其父為孫剛峯師弟，呂希賢師兄。因殺害師叔廣平府呂希賢，後被趙半山廢去武功後，被呂小妹一刀刺在腹部，要逃走之時被鐵門給燙死。

### 商家堡
- 商劍鳴：外號「八卦刀」，曾為挑釁苗人鳳而殺死苗家四人（苗人鳳的兩個兄弟、妹妹及不會武功的弟婦），之後被胡一刀仗義所殺。其妻商老太，有獨子商寶震。
- 商老太：商家堡女主人，為了報商劍鳴之仇而設計胡斐等八人落入鐵廳之中，最後被活活燒死在自家的鐵廳裡。
- 商寶震：商家堡少主，因心儀馬春花而殺死其夫徐錚，最後被馬春花殺死。

### 韋陀門
- 萬鶴聲：韋陀門掌門人，收了三位弟子（膝下無子），最後得了中風而死。
- 孫伏虎：萬鶴聲所收的大弟子
- 尉遲連：萬鶴聲所收的二弟子
- 楊賓：萬鶴聲所收的三弟子
- 劉鶴真：與萬鶴聲合稱「韋陀雙鶴」，因上了別人的當，送信給苗人鳳而毒瞎了他的眼睛，為了對苗人鳳表示歉意把自己右眼給戳瞎

### 飛馬鏢局
- 馬行空：外號「百勝神拳」，飛馬鏢局總鏢頭，最後在商家堡被商老太一掌打入火窟，而被焚燒致死。
- 馬春花：心儀福康安，被福康安之母下毒而死。
- 徐錚：馬行空的徒弟。後被商寶震殺死。

### 其他人物
- 鳳天南：五虎門掌門人，外號「南霸天」，因殺害鍾阿四一家，得罪胡斐而逃，在比武大會上被奸人以銀針射死。
- 石萬嗔：外號「毒手神梟」，為奪《藥王神篇》，被程靈素死後遺計毒瞎雙眼；於一間飯舖欲毒死曾鐵鷗等四人反被毒死。
- 慕容景岳：外貌为书生打扮，是「毒手药王」無嗔大師的大弟子。本有一妻，但被其同门师妹薛鵲害死。一气之下下毒把薛鵲弄得又驼又瘸。背叛师门后被其师叔石万嗔收入门下，联手害死了他的二师弟姜铁山和师侄姜小铁。随后与薛鵲结为夫妻齐齐拜入石万嗔门下。一生觊觎由其师父無嗔大師编写的藥王神篇。為人心狠手辣，不念同门之情，而且贪生怕死。当石万嗔要把孔雀胆、鹤顶红、碧蚕毒蛊的奇毒放入他手中试药時，便心想宁可臣服于其师妹程灵素，联手对抗石万嗔，也不肯试毒。中了无药可治的孔雀胆、鹤顶红、碧蚕毒蛊的奇毒。之后程灵素念于同门之情把三颗生生造化丹赐予他，延长他九年的寿命。但最后仍被程灵素于死后用由七心海棠制造的蜡烛毒死。
- 姜鐵山：外貌凶狠、滿臉橫肉。其子為姜小鐵，妻為同門師妹薛鵲。原一心覬覦其師傅無嗔大師著作藥王神篇；程靈素醫好其一家所中之七心海棠之毒且協助和解與慕容景岳之間的嫌隙後，終生息了搶奪藥王神篇的念頭。後被石萬嗔、慕容景岳、薛鵲聯手害死。
- 薛鵲：「毒手藥王」無嗔大師的三弟子。原苦戀慕容景岳，爾後毒死了其妻；慕容景岳為妻報仇將薛鵲以毒藥毀了她的容貌且又駝又跛。姜鐵山不厭其醜而與其成婚生子。後與石萬嗔和慕容景岳毒死了姜鐵山與姜小鐵。最後被程靈素死後以七心海棠所製造之蠟燭毒死。
- 姜小鐵：姜鐵山和薛鵲之子。引狼踐踏程靈素所植可抑制血栗之毒的藍花，中了程靈素以餵在喪門釘上七心海棠之毒；後亦被其醫好。被慕容景岳以桃花瘴害死。
- 南仁通：因持有「冷月寶刀」而招來殺身之禍。
- 南蘭：原為苗人鳳之妻，後為田歸農之妻。
- 蔣調侯：企圖強奪冷月寶刀，而殺死南仁通，並暗算苗人鳳，後被苗人鳳打成重傷，最後被南蘭失手一刀劈了腦袋。
- 補鍋匠、腳夫、車夫、店伴：一同殺死南仁通，後被苗人鳳一一擊斃。補鍋匠為鄂北鬼見愁鐘家之徒。
- 鐘兆文、鐘兆英、鐘兆能：鄂北鬼見愁鐘氏三兄弟，欲報苗人鳳殺徒(補鍋匠)之仇，但被他擊退。
- 王維揚：外號「威震河朔」，為鎮遠鏢局總鏢頭，兒子為王劍英、王劍傑，商劍鳴之師。
- 呂希賢：北京王府教師爺，為太極門掌門孫剛峯小師弟，孫、陳、呂等三名師兄弟中以此人武功最高。病重時被師侄陳禹所殺，後來女兒為他報仇。
- 孫剛峯：廣平太極門掌門人，因自愧無能不能收拾陳禹這個叛徒，因此砍下雙手送給趙半山。
- 鳳一鳴：鳳天南的兒子，袁紫衣的哥哥。
- 鍾阿四：因鳳天南想購買鍾阿四的田地，但鍾阿四卻如何也不肯賣，鳳天南假借鵝失蹤的名義讓官府把鐘阿四關起來，在胡斐幫助下脫困而後卻被鳳天南以棍子打死。
- 鍾四嫂、鍾小二：因被誣賴兒子鍾小三偷鵝，在北帝廟以刀子剖腹見證後發瘋，後與兒子鍾小二被鳳天南亂刀砍死。
- 藍秦：八仙劍的掌門人，被袁紫衣打敗後歸隱。
- 曹猛：外號「小祝融」，擅長火器。
- 崔百勝：外號「鐵蝎子」，擅長毒物。
- 易吉：九龍派掌門人，善使九龍鞭。
- 張雲飛：田歸農的二弟子，騙劉鶴真送信給苗人鳳實際上信件卻含有毒藥。
- 秦耐之：八極拳的掌門人，外號「八臂哪吒」。
- 童懷道：外號「流星趕月」。
- 無青子：武當派掌門，俗名陸菲青，原為武當名宿，後因躲避官府而出家並擔任掌門。
- 大智：河南嵩山少林寺方丈。
- 古般若：嵩山少林派高手，不疑大師之徒，善使飛刀。拜訪商家堡時曾和紅花會趙半山短暫交手卻落敗。

## 出現門派
- 八極拳：河南開封府八極拳：掌門人秦耐之，以八極拳成名。
- 八卦門：門主威震河溯王維揚，北京鎮遠鏢局總鏢頭。八卦刀商劍鳴出於其門下。
- 太極門：廣平府太極門北宗掌門人孫剛峰，南宗趙半山(見《書劍恩仇錄》)為掌門。
- 武當派：無青子(出家前是馬真師弟、張召重師兄——綿裡針陸菲青，見《書劍恩仇錄》)
- 天龍門：北宗掌門人田歸農，南宗殷吉。
- 五虎派：掌門人鳳天南，綽號南霸天，是佛山鎮上的大財主。
- 少林韋陀門：掌門人萬鶴聲，與劉鶴真並稱「韋陀雙鶴」。功夫為六合拳刀槍。
- 八仙劍：位於廣西梧州，掌門人藍秦。善使八仙劍法。
- 九龍派：掌門人易吉，善使九龍鞭。
- 鄂北鬼見愁鍾門：鍾氏三雄：鍾兆英、鍾兆文、鍾兆能。
- 藥王門：毒手藥王無嗔大師，後傳位於程靈素。
- 塞北白家堡：擅使雷震擋、閃電錐功夫。
- 鷹爪雁行門：掌門人周鐵鷦，與師弟曾鐵鷗、汪鐵鶚同在福康安帥府當差。
- 西嶽華拳門：華拳四十八，藝成行天涯。分為藝字、成字、行字、天字、涯字五個支派。
- 猴拳大聖門：擅長猴拳，曾得甘霖惠七省湯沛相助。
- 三才劍：掌門人甘霖惠七省湯沛，道貌岸然的偽君子。後被袁紫衣殺死
- 遼東黑龍門：掌門人海蘭弼，鑲黃旗驍騎營的佐領。
- 二郎拳：掌門人黃希節。
- 燕青拳：掌門人歐陽公政，外號叫作“千里獨行俠”，其實是個獨腳大盜。
- 昆侖刀：掌門人西靈道人。
- 醉八仙：掌門人千杯居士文醉翁。在掌門人大會上被黑白無常嚇死。
- 金剛拳：掌門人周隆，是山西大同府興隆鏢局的總鏢頭。
- 鴨形門：掌門人翻江鳧，傳下兩個弟子，齊伯濤和陳高波。兩人爭做掌門人相持不下。
- 先天拳：掌門人郭玉堂。
- 地堂拳：位於陝西，掌門人宗雄，身材矮小，善使地堂拳。
- 雙子門：位於貴州，掌門人倪不大、倪不小倪氏雙雄，門人皆為雙生兄弟。
- 五湖門：位於鳳陽府，掌門人桑飛虹。五湖門的弟子都是做江湖賣解的營生，世代相傳，掌門人一定是女子。
- 玄指門：位於開封府，掌門人上官鐵生，外號「煙霞散人」。和文醉翁一鼻孔出氣，自稱「煙酒二仙」。
- 五台派：掌門大弟子李廷豹在陝西延安府開設鏢局，以五郎棍法馳名天下，他的五郎鏢局在北七省也是頗有聲名，最後在掌門人大會上被田歸農割斷經脈後自刎而死。
- 柯氏七青門：蘭州柯家以七般暗器開派，號稱“箭、蝗、菩、藜、刀、鏢、釘”七絕.掌門人柯子容。

## 小說名詞
药王神篇
由「毒手藥王」無嗔大師所著，是以传给弟子的遗书，乃药王庄至宝。只因無嗔大師的弟子不敢直呼其师尊的名字而称之为药王神篇。九成为治病救伤的医道。说到毒药也多为讲述解读救治。至于练毒施毒，种植毒草、培养毒虫之法却说得极为简略。其中由孔雀胆、鹤顶红、碧蚕毒蛊混合出的奇毒便是出于此书。
無嗔大師将其交与关门弟子程灵素保管，并立下遗嘱：若其弟子对其仍有师徒之情，便可翻阅此书；无悲恸思念者，恩义已决，非其徒已，是以无权翻阅。但后仍遭到程灵素师叔石万嗔与师兄姐的抢夺。
在许多电玩之中被設定成毒术宝典，其实是一部济世救人的医书药书，极少触碰用毒的领域。
碧蚕毒蛊
孔雀胆、鹤顶红、碧蚕毒蛊為无嗔医药录乃九大禁药之三。碧蚕毒蛊的虫卵粉末乃苗族蛊毒，无色无臭。毒粉不经血肉之躯，毒性不强，有法可解，须经血肉沾传，方得致命。人体一着毒粉，便有一层隐隐的碧绿之色。若加入孔雀胆、鹤顶红便能使其不显任何颜色。只不过混用之后，剧毒入心，唯有一法可治，便是让第二人从伤口吸出毒汁，只不过吸毒之人也会毒发身亡。
程灵素使计让石万嗔把该毒施予该门叛徒慕容景岳手上。最后胡斐不听程灵素劝告而身中该毒，导致程灵素牺牲自己拯救其命。
七心海棠
有劇毒，但是不食用不煉製就不會中毒，唯一解藥是其花粉。七心海棠因叶子上有七星的图案而得名，被誉为天下第一奇毒，无色无嗅，任何毒藥添加了七心海棠，異味異色全無，藥性卻更加厲害。也是以毒攻毒的神藥，可以在短時間內治好斷腸草之毒造成的眼傷，副作用是叶汁沾在血肉，痛楚勝過刀割十倍。需要用酒水浇灌才能成活。程灵素是唯一发现了七心海棠这一习性的人，也是七心海棠的主人。她从来不用毒害人性命，即便是为师父清理门户，也是在死之后。她布局用七心海棠做的蜡烛毒死了慕容景岳和薛鹊，毒瞎了石万嗔的双目，而且特意使用了药量较小的蜡烛，让毒性不足以毒死石万嗔，但让石万嗔不能再毒害其他人，也让胡斐有了一个活下去的理由——报仇。

## 小說回目
全書共二十回，另附一篇後記：
- 第一回　　大雨商家堡
- 第二回　　寶刀和柔情
- 第三回　　英雄年少
- 第四回　　鐵廳烈火
- 第五回　　血印石
- 第六回　　紫衣女郎
- 第七回　　風雨深宵古廟
- 第八回　　江湖風波惡
- 第九回　　毒手藥王
- 第十回　　七心海棠
- 第十一回　恩仇之際
- 第十二回　古怪的盜黨
- 第十三回　北京眾武官
- 第十四回　紫羅煽動紅燭移
- 第十五回　華拳四十八
- 第十六回　龍潭虎穴
- 第十七回　天下掌門人大會
- 第十八回　寶刀銀針
- 第十九回　相見歡
- 第二十回　恨無常

## 改編作品

### 電影
- 1980年，《飛狐外傳》，香港邵氏公司，導演張徹，編劇倪匡，錢小豪飾胡斐，鹿峰飾胡一刀，潘冰嫦飾胡一刀夫人，郭追飾苗人鳳，江生飾田歸農，黃敏儀飾程靈素，楚湘雲飾南蘭，王力飾石萬嗔

- 1984年，《新飛狐外傳》，香港邵氏公司，導演劉仕裕，編劇王晶，黃日華飾胡斐，梁家仁飾胡一刀，萬梓良飾苗人鳳，顧冠忠飾田歸農，惠英紅飾袁紫衣，戴良純飾程靈素，陳思佳飾南蘭，元秋飾胡一刀夫人，劉玉璞飾薛鵲

- 1993年，《飛狐外傳》，香港嘉禾電影公司，導演潘文傑，黎明飾胡斐，張敏飾袁紫衣，李嘉欣飾程靈素，徐錦江飾鳳天南

### 電視劇
以《飛狐外傳》作改編的電視劇，大部分皆同時融合了金庸另一部作品《雪山飛狐》之內容，劇名仍作《雪山飛狐》。單以《飛狐外傳》作改編的電視劇集目前僅得一部（於2022年首播）。

### 廣播劇
- 1981年，香港電台改編製作《飛狐外傳》廣播劇，合共54集，於1981年6月29日至1981年9月11日，星期一至五上午《金庸武俠天地》時段內播出。